# Gorenflos
Gorenflos est une commune française située dans le département de la Somme, en région Hauts-de-France. 

## Géographie

### Localisation
Gorenflos est un village picard du Ponthieu. 
Limitrophe de Domart-en-Ponthieu, la localité est située à 5 km au nord-est d'Ailly-le-Haut-Clocher, 9 km au sud-ouest de Bernaville, 10 km au nord de Flixecourt , 10 km au nord-est de Longpré-les-Corps-Saints, 15 km à l'est d'Abbeville et à 29 km au nord-ouest d'Amiens à vol d'oiseau.
Le territoire de la commune est limitrophe de ceux de six communes.
Les communes limitrophes sont  Brucamps, Domart-en-Ponthieu, Domqueur, Ergnies, Franqueville et Surcamps.

### Hydrographie
La commune est située dans le bassin Artois-Picardie. Elle n'est drainée par aucun cours d'eau.

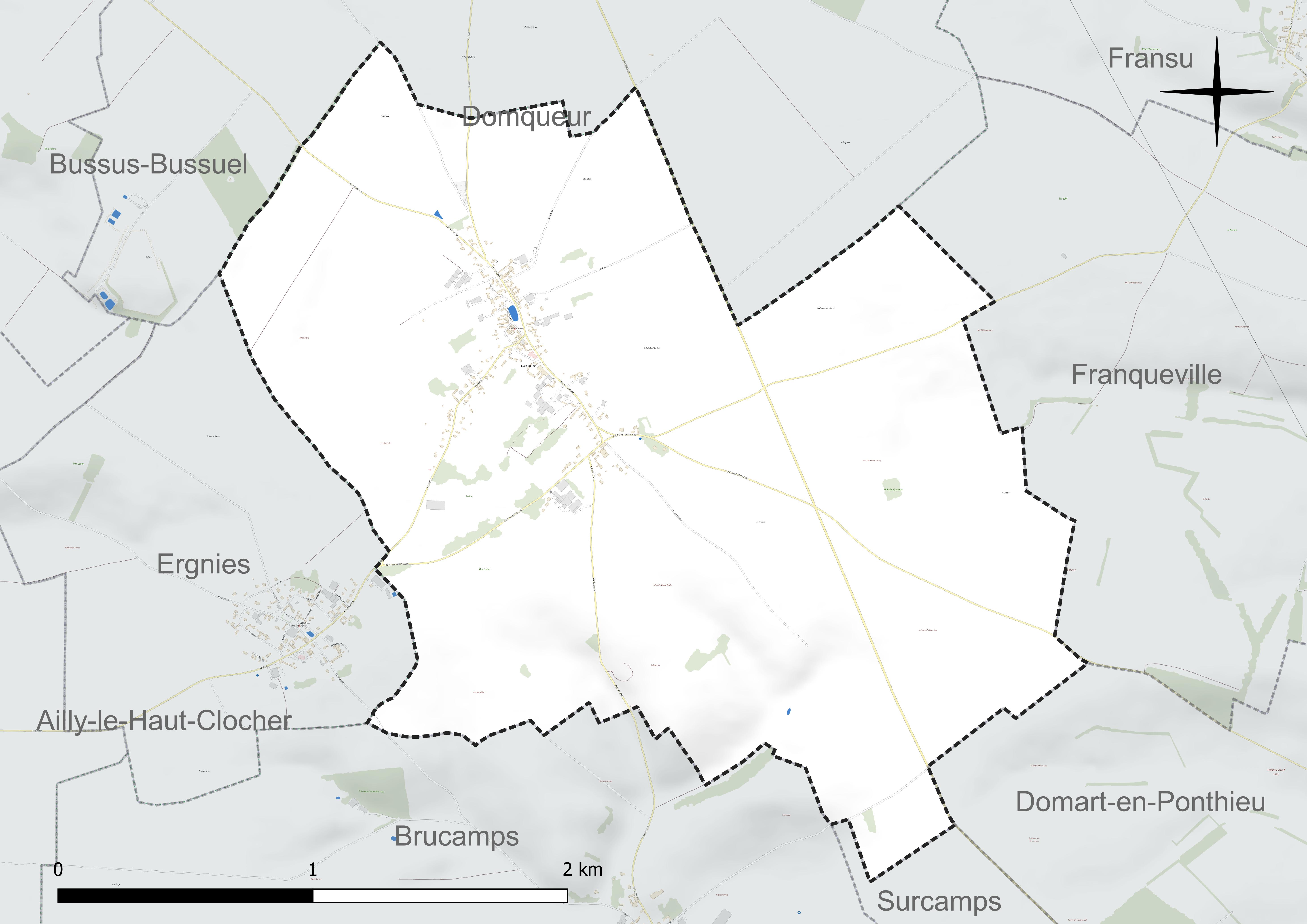
Réseau hydrographique de Gorenflos.

### Climat
Pour des articles plus généraux, voir Climat des Hauts-de-France et Climat de la Somme.
En 2010, le climat de la commune est de type climat océanique dégradé des plaines du Centre et du Nord, selon une étude du CNRS s'appuyant sur une série de données couvrant la période 1971-2000. En 2020, Météo-France publie une typologie des climats de la France métropolitaine dans laquelle la commune est exposée à un climat océanique et est dans la région climatique Côtes de la Manche orientale, caractérisée par un faible ensoleillement (1 550 h/an) ; forte humidité de l'air (plus de 20 h/jour avec humidité relative > 80 % en hiver), vents forts fréquents.
Pour la période 1971-2000, la température annuelle moyenne est de 10,4 °C, avec une amplitude thermique annuelle de 13,8 °C. Le cumul annuel moyen de précipitations est de 844 mm, avec 12,5 jours de précipitations en janvier et 9,1 jours en juillet. Pour la période 1991-2020, la température moyenne annuelle observée sur la station météorologique la plus proche, située sur la commune de Bernaville à 9 km à vol d'oiseau, est de 10,4 °C et le cumul annuel moyen de précipitations est de 877,3 mm,. Pour l'avenir, les paramètres climatiques de la commune estimés pour 2050 selon différents scénarios d'émission de gaz à effet de serre sont consultables sur un site dédié publié par Météo-France en novembre 2022.

## Urbanisme

### Typologie
Au 1er janvier 2024, Gorenflos est catégorisée commune rurale à habitat dispersé, selon la nouvelle grille communale de densité à sept niveaux définie par l'Insee en 2022.
Elle est située hors unité urbaine. Par ailleurs la commune fait partie de l'aire d'attraction d'Amiens, dont elle est une commune de la couronne,. Cette aire, qui regroupe 369 communes, est catégorisée dans les aires de 200 000 à moins de 700 000 habitants,.

### Occupation des sols
L'occupation des sols de la commune, telle qu'elle ressort de la base de données européenne d'occupation biophysique des sols Corine Land Cover (CLC), est marquée par l'importance des territoires agricoles (93,6 % en 2018), une proportion identique à celle de 1990 (93,6 %). La répartition détaillée en 2018 est la suivante : 
terres arables (84,3 %), prairies (8,9 %), zones urbanisées (6,4 %), zones agricoles hétérogènes (0,3 %). L'évolution de l'occupation des sols de la commune et de ses infrastructures peut être observée sur les différentes représentations cartographiques du territoire : la carte de Cassini (XVIIIe siècle), la carte d'état-major (1820-1866) et les cartes ou photos aériennes de l'IGN pour la période actuelle (1950 à aujourd'hui).

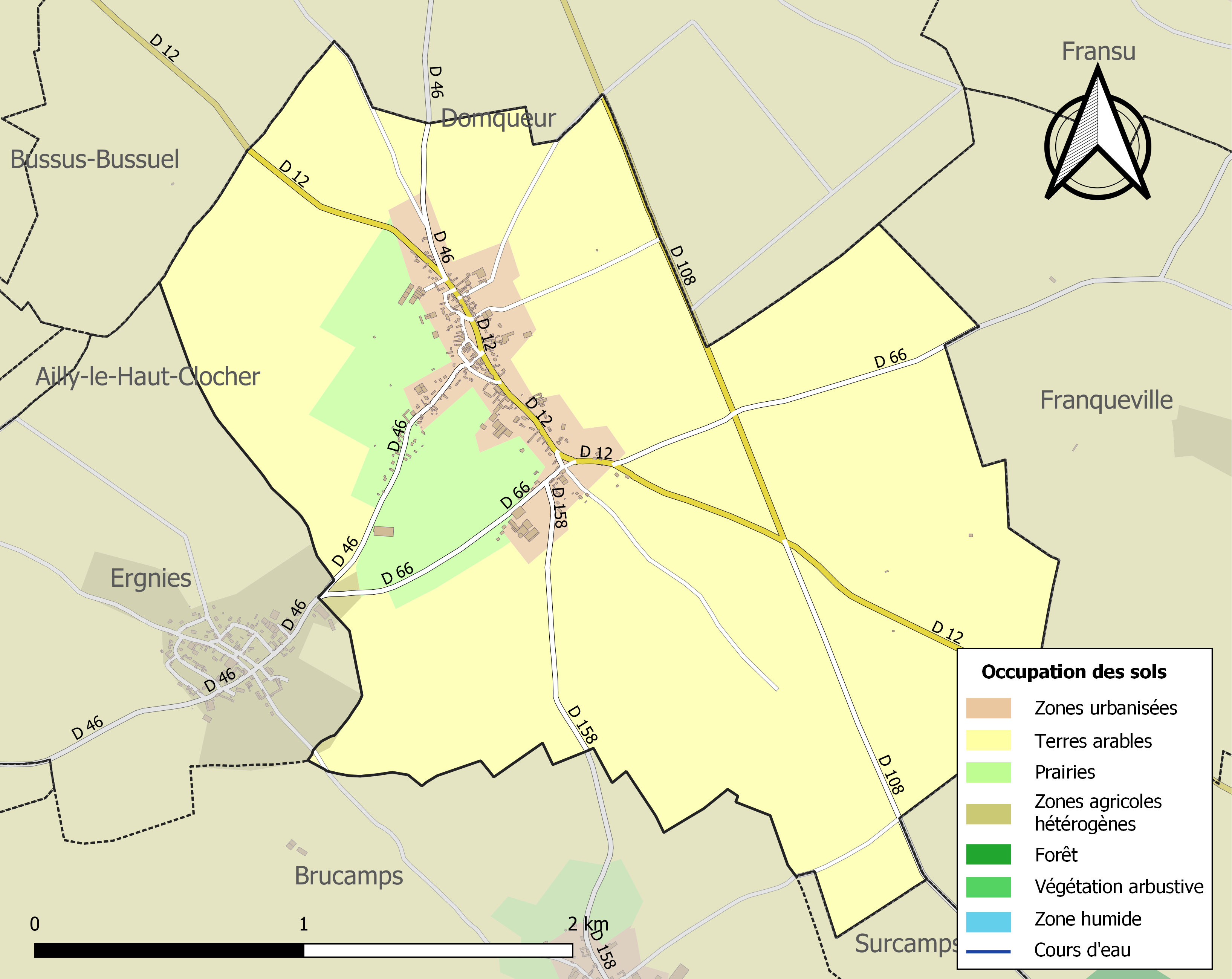
Carte des infrastructures et de l'occupation des sols de la commune en 2018 (CLC).

### Voies de communication et transports
Gorenflos est traversé par la route départementale 12 qui relie Saint-Riquier à Domart-en-Ponthieu.

## Toponymie
Le nom de la localité est attesté sous les formes Gorrenflos en 1114 ; Gueranflos en 1153 ; Gorranflos en 116. ; Gorenflos en 1176 ; Roselflos en 1176 ; Goremflos en 1242 ; Rausiauflet en 1270 ; Goirenflos en 1337 ; Goirenflos en 1436 ; Gornuflos en 1753 ; Gorenfle en 1657 ; Goreflo en 1743.

## Histoire
Sous la Deuxième République, en 1849, comme dans toutes les communes de France, la population masculine majeure peut, pour la première fois, aller voter grâce à l'instauration du suffrage universel. Voici la répartition en nombre de quelques-uns des patronymes des 190 électeurs,(saisie non exhaustive) :
| Bréant | Brunel | Cailly | Delplanque | Dubourguier | Legrand | Manier | Margrit | Loyer | Linier | Pruvot |
| 12     | 5      | 6      | 13         | 7           | 5       | 7      | 12      | 7     | 5      | 12     |

Le droit de vote des femmes n'a été reconnu en France qu'à la Libération en 1945.

### Seconde Guerre mondiale
La commune a été décorée de la Croix de guerre 1939-1945 avec étoile de bronze,  le 23 mars 1948.

## Politique et administration
| Période                                  | Période   | Identité         | Étiquette | Qualité                         |
| ---------------------------------------- | --------- | ---------------- | --------- | ------------------------------- |
| Les données manquantes sont à compléter. |           |                  |           |                                 |
| mars 2001                                | mars 2008 | Serge Ducrocq    |           |                                 |
| mars 2008                                | mai 2011  | Aline Brassart   |           | Démissionnaire                  |
| juillet 2011                             | en cours  | Jean-Paul Pruvot |           | Réélu pour le mandat 2020-2026, |

## Population et société

### Démographie
L'évolution du nombre d'habitants est connue à travers les recensements de la population effectués dans la commune depuis 1793. Pour les communes de moins de 10 000 habitants, une enquête de recensement portant sur toute la population est réalisée tous les cinq ans, les populations de référence des années intermédiaires étant quant à elles estimées par interpolation ou extrapolation. Pour la commune, le premier recensement exhaustif entrant dans le cadre du nouveau dispositif a été réalisé en 2005.

En 2022, la commune comptait 236 habitants, en évolution de −5,6 % par rapport à 2016 (Somme : −1,26 %, France hors Mayotte : +2,11 %).
| 1793 | 1800 | 1806 | 1821 | 1831 | 1836 | 1841 | 1846 | 1851 |
| ---- | ---- | ---- | ---- | ---- | ---- | ---- | ---- | ---- |
| 615  | 590  | 611  | 593  | 648  | 660  | 618  | 613  | 580  |

| 1856 | 1861 | 1866 | 1872 | 1876 | 1881 | 1886 | 1891 | 1896 |
| ---- | ---- | ---- | ---- | ---- | ---- | ---- | ---- | ---- |
| 610  | 606  | 586  | 570  | 535  | 502  | 481  | 462  | 422  |

| 1901 | 1906 | 1911 | 1921 | 1926 | 1931 | 1936 | 1946 | 1954 |
| ---- | ---- | ---- | ---- | ---- | ---- | ---- | ---- | ---- |
| 462  | 369  | 361  | 327  | 312  | 326  | 296  | 237  | 249  |

| 1962 | 1968 | 1975 | 1982 | 1990 | 1999 | 2005 | 2006 | 2010 |
| ---- | ---- | ---- | ---- | ---- | ---- | ---- | ---- | ---- |
| 250  | 251  | 219  | 215  | 198  | 232  | 255  | 255  | 222  |

| 2015 | 2020 | 2022 | - | - | - | - | - | - |
| ---- | ---- | ---- | - | - | - | - | - | - |
| 248  | 238  | 236  | - | - | - | - | - | - |

### Enseignement
La compétence scolaire est prise en charge par la communauté de communes.

## Culture locale et patrimoine

### Lieux et monuments
- Église Saint-Martin[30],[31].
- Chapelle Sainte-Philomène[32] : construite route d'Ailly en 1854 et ayant appartenu à une famille locale, elle est maintenant la propriété de l'association Sainte Philomène qui a confié, à la fraternité sacerdotale Saint-Pie-X, la direction des offices liturgiques, principalement le rosaire et la messe selon la forme tridentine du rite romain, depuis février 2012. Selon Prarond, elle devait servir de sépulture pour ses fondateurs[33].
- Monument aux morts.
- Mare qui, préservée dans sa dimension d'origine et porteuse ainsi de l'identité véritable de la commune, est mise en valeur par de grands arbres et une petite haie qui l'entoure totalement afin de favoriser une vie tranquille pour canards, oies, etc.
- Vierge en pierre entre Gorenflos et Brucamps.

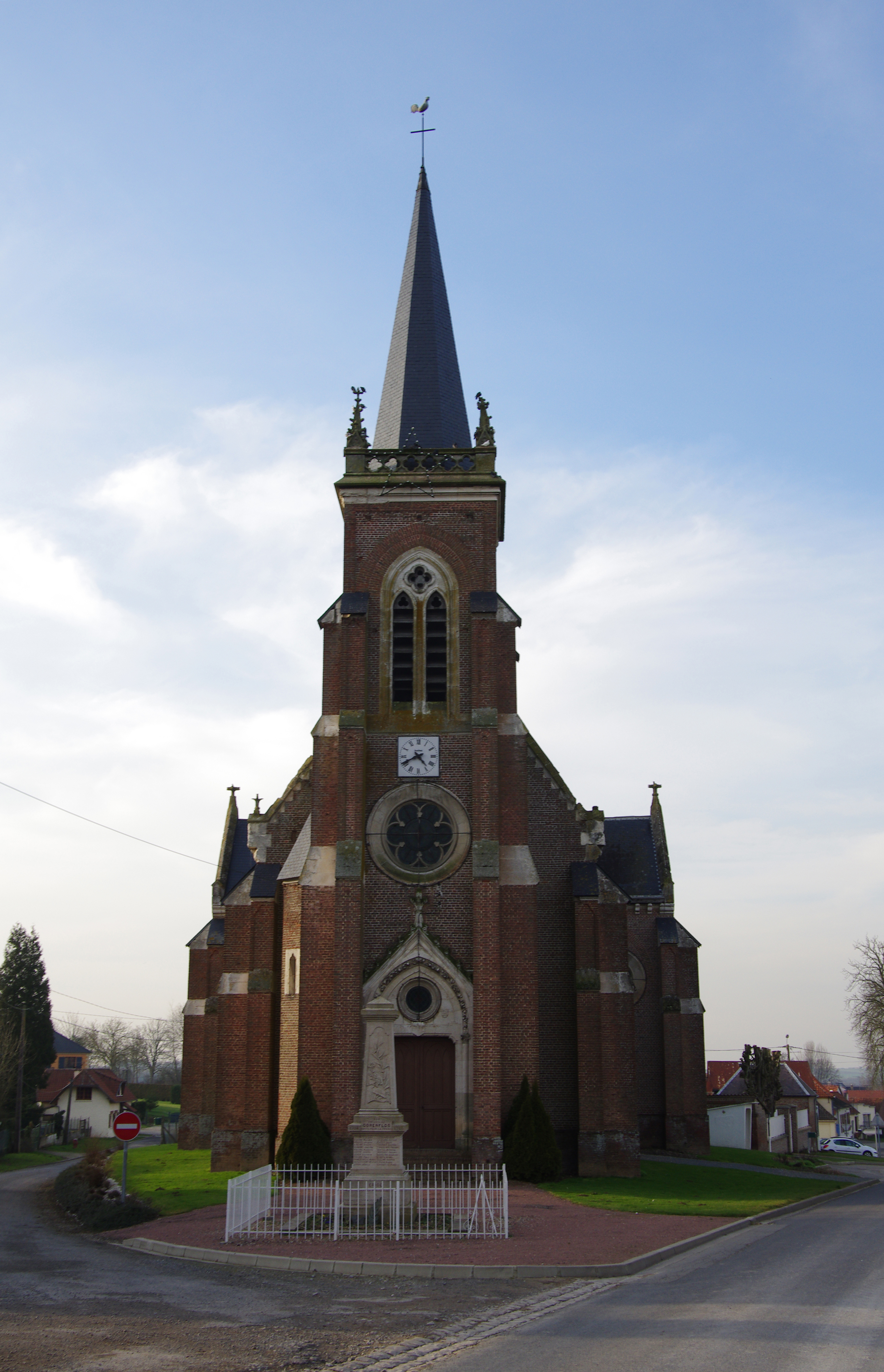
L'église
L'école.
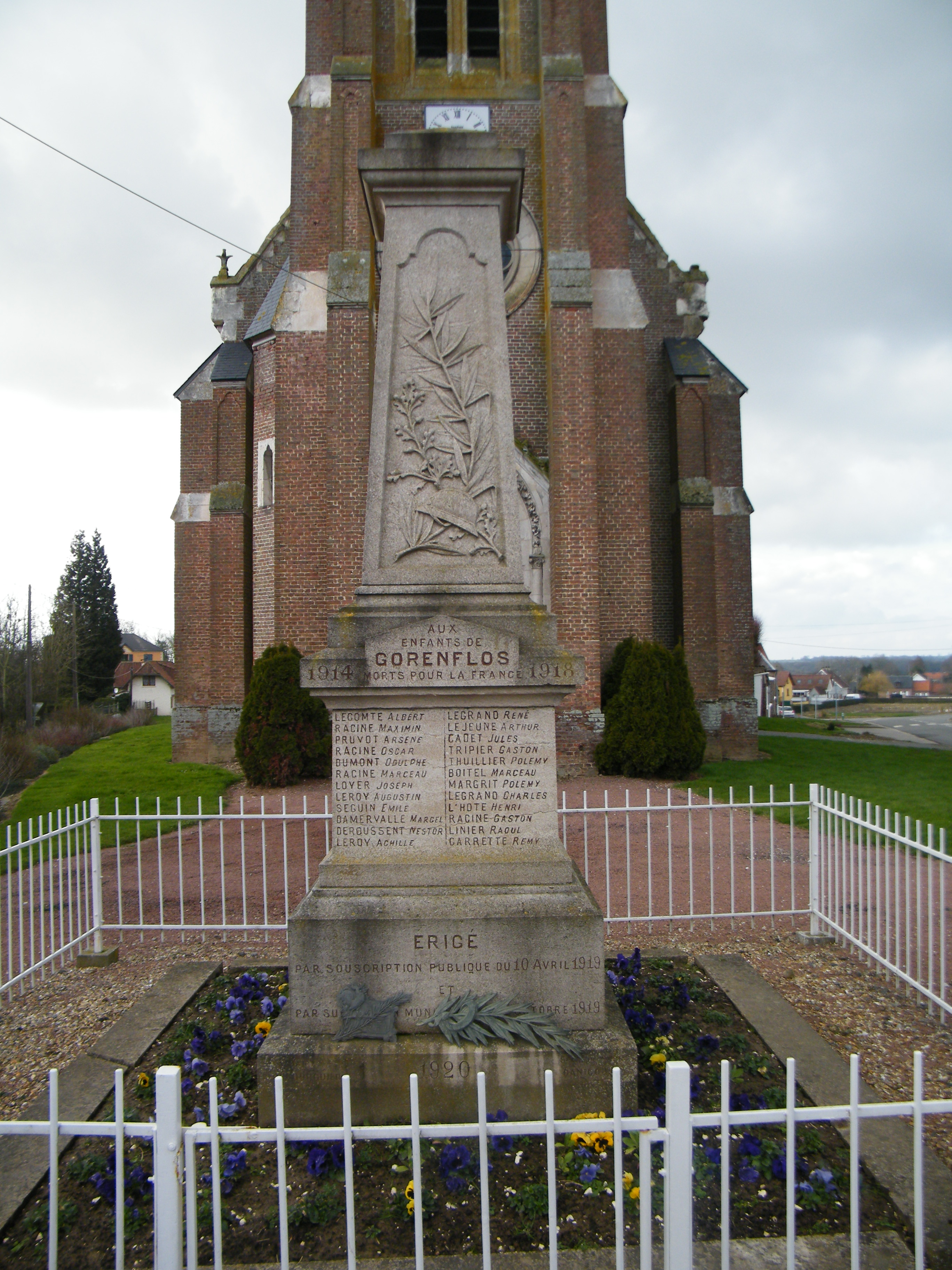
Le monument aux morts.
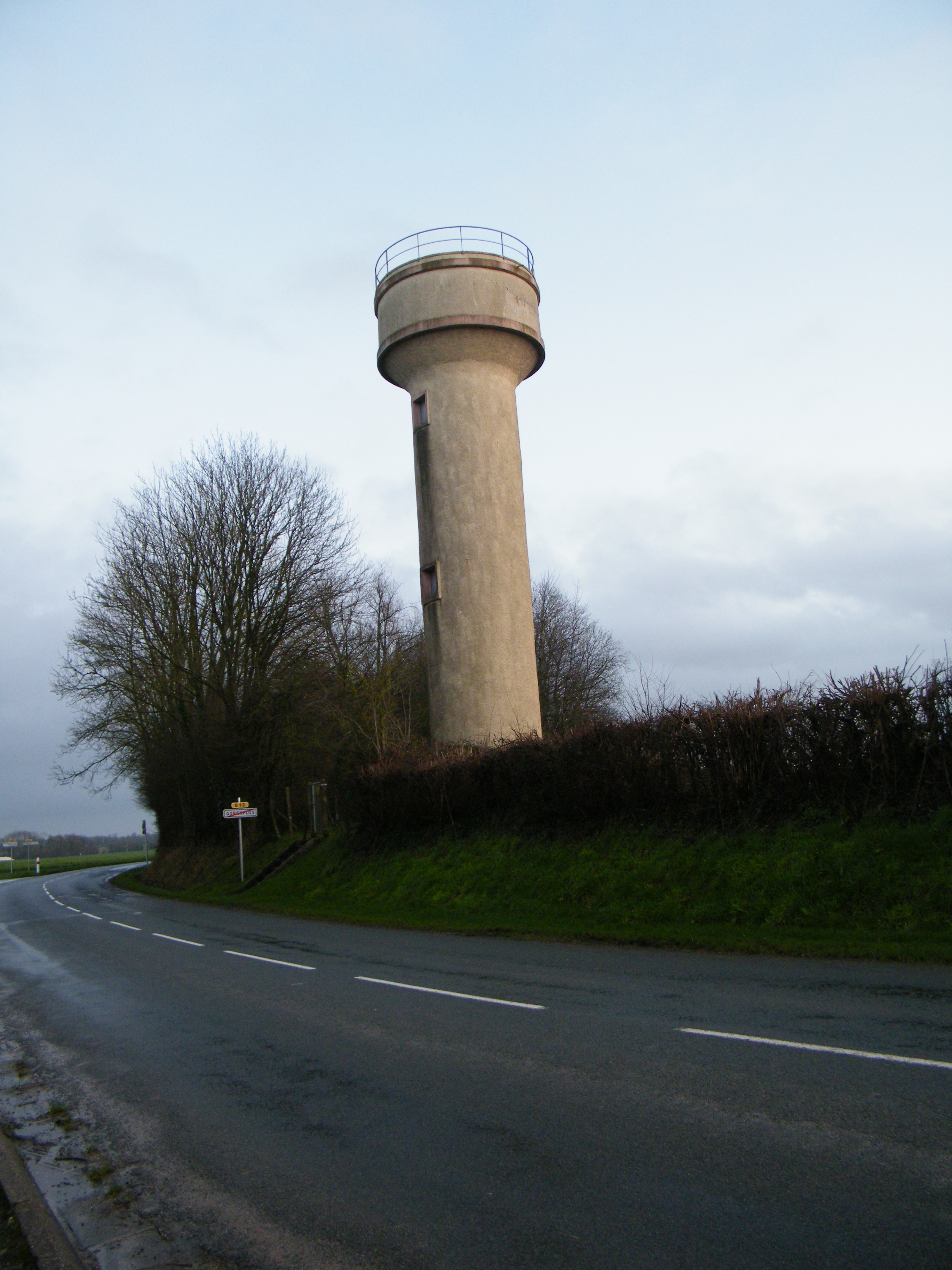
Le château d'eau en sortie de village.
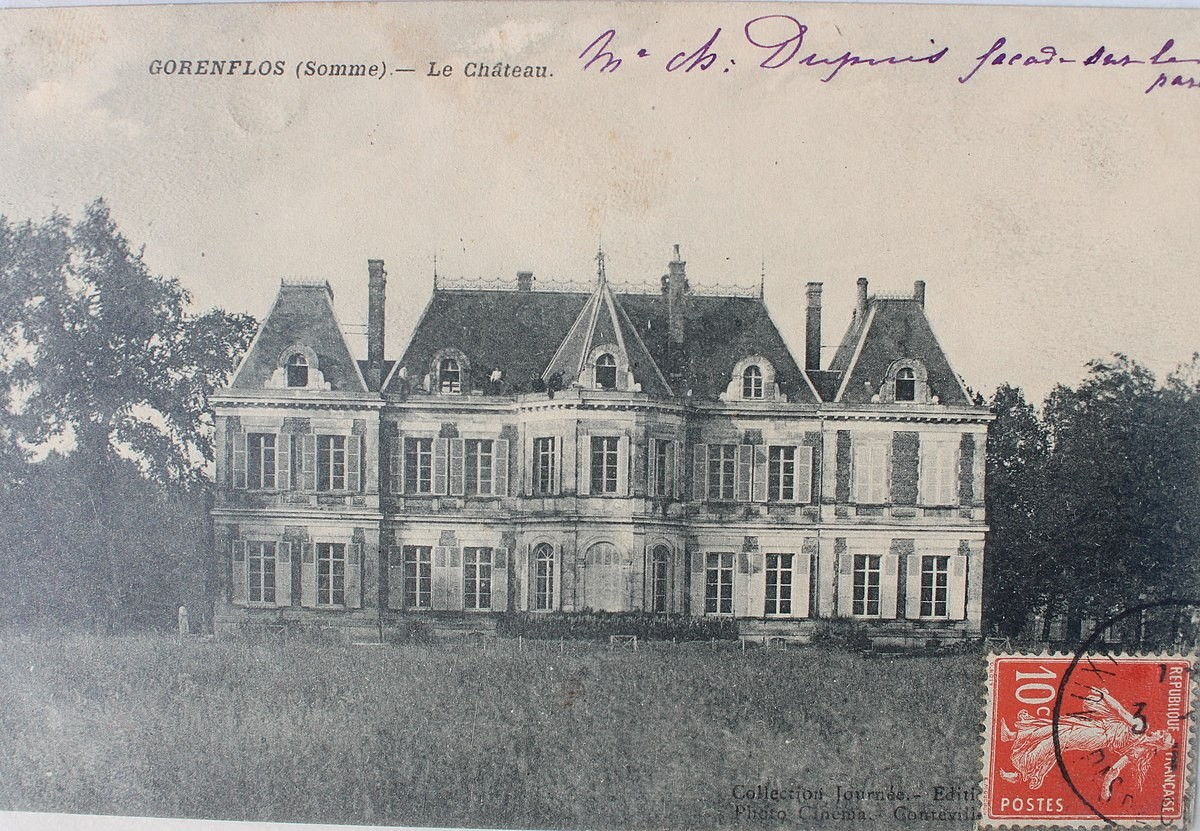
Le château.

### Héraldique
| Blason de Gorenflos | Blason  | De gueules au chevron d'or accompagné de trois trèfles du même. |
| Blason de Gorenflos | Détails | Le statut officiel du blason reste à déterminer.                |

### Personnalités liées à la commune
- Antoine Dupuis (1750-1842), homme politique, député du clergé aux États généraux de 1789.